# U-671
Unterseeboot 671 foi um submarino alemão do Tipo VIIC, pertencente a Kriegsmarine que atuou durante a Segunda Guerra Mundial.

## Comandantes
| Comandante                    | Data                                    |
| ----------------------------- | --------------------------------------- |
| Oblt. August-Wilhelm Hewicker | 3 de março de 1943 - 4 de maio de 1943  |
| Kptlt. Wolfgang Hegewald      | 7 de maio de 1943 - 5 de agosto de 1944 |

## Subordinação
Durante o seu tempo de serviço, esteve subordinado às seguintes flotilhas:
| Período                                  | Flotilha                                  |
| ---------------------------------------- | ----------------------------------------- |
| 3 de março de 1943 - 30 de abril de 1944 | 5. Unterseebootsflottille (treinamento)   |
| 1 de maio de 1944 - 5 de agosto de 1944  | 3. Unterseebootsflottille (serviço ativo) |